# Neimar
Pour l’article ayant un titre homophone, voir Neymar.
Neimar (en serbe cyrillique : Неимар) est un quartier de Belgrade, la capitale de la Serbie. Il est situé dans la municipalité urbaine de Vračar. En 2002, il comptait 12 058 habitants.

## Emplacement
Neimar est situé à 2 km du centre-ville de Belgrade, à l'angle sud-ouest de la municipalité de Vračar. Le quartier se trouve sur la pente sud-est de la colline de Vračar, qui descend par les anciennes vallées du Mokroluški potok (aujourd'hui une autoroute) et du Čuburski potok (aujourd'hui le Boulevard du sud). Il est délimité par les quartiers de Vračar au nord, Čubura au nord-est (sous-quartier de Gradić pejton) et à l'est,t celui d'Autokomanda au sud tandis qu'à l'ouest il est bordé par le Karađorđev park.

## Caractéristiques
Neimar est un secteur entièrement résidentiel. Il est bordé par des artères importantes pour la circulation de la capitale serbe, comme le bulevar oslobođenja (le « Boulevard de la Libération ») à l'ouest, par le Južni bulevar (le « Boulevard du sud ») et l'autoroute avec l'échangeur d'Autokomanda. Le quartier proprement dit est constitué d'un réseau de rues étroites, qui, malgré des tentatives pour préserver l'architecture ancienne, a vu se développer plusieurs bloks et complexes modernes de grande hauteur.

## Municipalité
En 1952, Belgrade a été divisée en plusieurs municipalités ; Neimar fit partie des municipalités créées. Le 1er janvier 1957, elle fut intégrée en partie à la municipalité d'Istočni Vračar et, pour une part, à celle de Terazije pour créer la municipalité moderne de Vračar.